# Shokukokin wakashū

Le Shokukokin wakashū (続古今和歌集, Nouvelle collection des temps anciens et modernes, un titre qui rappelle le Kokin wakashū), est une anthologie impériale de poésie japonaise du genre waka. Elle a été terminée en 1265, six ans après que l'empereur retiré Go-Saga en ordonna la compilation en 1259. Elle a été réalisée par Fujiwara no Tameie (fils de Fujiwara no Teika) avec l'aide de Fujiwara no Motoie, Fujiwara no Ieyoshi, Fujiwara no Yukiee et Fujiwara no Mitsutoshi; Comme pour presque toutes les anthologies impériales, il y a une préface en chinois et une autre en japonais, mais leur origine est peu claire et pour l'essentiel les auteurs en sont inconnus. Le Shokukokin wakashū comprend 20 rouleaux contenant 1 925 poèmes.

## Source de la traduction
- (en) Cet article est partiellement ou en totalité issu de l’article de Wikipédia en anglais intitulé « Shokukokin Wakashū » (voir la liste des auteurs).